# 남과 북 (1984년 영화)
"남과 북"은 1984년에 개봉한 대한민국의 영화이다.

## 캐스팅
- 원미경
- 김만
- 유영국
- 박암
- 윤양하
- 장정국
- 이해룡
- 김우석
- 주상호
- 한명환
- 박부양
- 이석구
- 홍춘길
- 강종태
- 홍준호
- 신양균
- 유명순
- 고정일